# ميشيل كونتي
ميشيل كونتي (بالإيطالية: Michele Conti)‏ وهو من مواليد 3 يوليو 1983، هو متسابق دراجات نارية إيطالي. ولقد نافس في سباقات بطولة العالم لفئة 125 سي سي. كما شارك في بطولة العالم للسوبرسبورت.

## روابط خارجية
- ميشيل كونتي على موقع MotoGP.com (الإنجليزية)
- ميشيل كونتي على موقع WorldSBK.com (الإنجليزية)
- ميشيل كونتي على موقع CONI honoured athlete website (الإيطالية)